# Rally Costa de Almería de 1988
El Rally Costa de Almería de 1988 fue la vigésima segunda edición del citado rally, siendo esta la primera vez en la que desaparece el topónimo Costa del Sol de su nombre. Se celebró entre el 22 y el 23 de octubre de 1988, y fue puntuable para la Copa de España de rally. 
Se inscribieron a este rally un total de 52 equipos, pero solamente 39 de ellos tomarían la salida, retirándose una decena de conductores más durante las seis etapas en las que consistió la prueba.
El ganador de la prueba fue el piloto canario Medardo Pérez, que impuso la superioridad de su Lancia 037 proveniente del ya por entonces extinto Grupo B, y que fue adquirido a la escudería italiana Jolly Club, siendo anteriormente pilotado por el destacado Miki Biasion, en cinco de los 6 tramos.

## Clasificación final
| Pos.    | Piloto           | Copiloto                   | Automóvil                  | Tiempo | Diferencia |
| ------- | ---------------- | -------------------------- | -------------------------- | ------ | ---------- |
| 1.      | Medardo Pérez    | Jose Manuel Rivero         | Lancia 037                 |        |            |
| 2.      | Marc Etchebers   | Humberto González Bermúdez | Porsche 911 SC RS          |        |            |
| 3.      | Cele Foncueva    | Salvador Belzunces         | Renault 5 GT Turbo         |        |            |
| 4.      | José Luis Rivero |                            | Mercedes-Benz 190E 2.3 16V |        |            |
| 5.      | José Mari Ponce  |                            | BMW M3                     |        |            |
| Fuentes |                  |                            |                            |        |            |